# Paramanga Ernest Yonli
Paramanga Ernest Yonli (Tansarga, 31 dicembre 1956) è un politico e diplomatico burkinabé.
È stato Primo ministro del Burkina Faso, ministro e ambasciatore.

## Biografia
Yonli studiò economia e gestione presso l'Università di Groninga.
Tra il febbraio ed il settembre 1996 Yonli fu direttore del gabinetto del primo ministro Ouedraogo. In seguito fu ministro della funzione pubblica e dello sviluppo istituzionale nel governo di Ouedraogo. Dopo le dimissioni di quest'ultimo, il 7 novembre 2000 Yonli fu nominato primo ministro.
Il 5 dicembre 2007 Yonli è stato nominato ambasciatore del Burkina Faso negli Stati Uniti. È rientrato in Burkina Faso il 31 agosto 2011.

## Vita personale
Yonli è sposato e ha tre figli.